# Acalolepta corpulenta
Acalolepta corpulenta là một loài bọ cánh cứng trong họ Cerambycidae.